# AVC Nations Cup femminile 2025
L'AVC Nations Cup femminile 2025, 6ª edizione dell'omonima competizione femminile di pallavolo, si è svolta dal 7 al 14 giugno 2025 a Hanoi, in Vietnam: al torneo hanno partecipato undici squadre nazionali asiatiche e oceaniane e la vittoria finale è andata per la terza volta consecutiva al Vietnam.

## Impianti
|                                                                    |  |  |
|                                                                    |  |  |
| Đông Anh Gymnasium Città: Hanoi Capienza: 2 650 Anno d'apertura: - |  |  |

### Formula
La formula ha previsto:
- Prima fase, disputata con gironi all'italiana: le prime due classificate di ogni girone hanno acceduto alla fase finale per il primo posto, la terza e la quarta classificata di ogni girone ha acceduto alla fase finale per il quinto posto mentre l'ultima classifica del girone A e le ultime due classificate del girone B hanno acceduto alla fase finale per il nono posto.
- Fase finale, disputata con:
  - Fase finale per il primo posto, giocata con semifinali, finale per il terzo posto e finale.
  - Fase finale per il quinto posto, giocata con semifinali, finale per il settimo posto e finale per il quinto posto.
  - Fase finale per il nono posto, giocata con semifinali e finale per il nono posto.

### Criteri di classifica
Se il risultato finale è stato di 3-0 o 3-1 sono stati assegnati 3 punti alla squadra vincente e 0 a quella sconfitta, se il risultato finale è stato di 3-2 sono stati assegnati 2 punti alla squadra vincente e 1 a quella sconfitta.
L'ordine del posizionamento in classifica è stato definito in base a:
- Numero di partite vinte;
- Punti;
- Ratio dei set vinti/persi;
- Ratio dei punti realizzati/subiti;
- Risultati degli scontri diretti.

## Squadre partecipanti
| Squadra       | Qualificazione                                    | Ultima partecipazione |
| ------------- | ------------------------------------------------- | --------------------- |
| Australia     | 4ª all'AVC Challenge Cup 2024                     | Filippine 2024        |
| Filippine     | 3ª all'AVC Challenge Cup 2024                     | Filippine 2024        |
| Hong Kong     | 3ª nel FIVB World Rankings tra le non qualificate | Filippine 2024        |
| India         | 5ª all'AVC Challenge Cup 2024                     | Filippine 2024        |
| Indonesia     | 7ª all'AVC Challenge Cup 2024                     | Filippine 2024        |
| Iran          | 6ª all'AVC Challenge Cup 2024                     | Indonesia 2023        |
| Kazakistan    | 2ª all'AVC Challenge Cup 2024                     | Filippine 2024        |
| Mongolia      | Wild card                                         | Indonesia 2023        |
| Nuova Zelanda | Wild card                                         | Debutto               |
| Qatar         | Wild card                                         | Debutto               |
| Singapore     | 2ª nel FIVB World Rankings tra le non qualificate | Filippine 2024        |
| Taipei cinese | 1ª nel FIVB World Rankings tra le non qualificate | Filippine 2024        |
| Vietnam       | Paese organizzatore                               | Filippine 2024        |

## Torneo

### Prima fase
| Girone A      | Girone B      |
| ------------- | ------------- |
| Australia     | Filippine     |
| Hong Kong     | Indonesia     |
| India         | Iran          |
| Taipei cinese | Kazakistan    |
| Vietnam       | Mongolia      |
| -             | Nuova Zelanda |

#### Girone A

##### Risultati
| giugno 2025 Đông Anh Gymnasium, Hanoi Durata: 1h:52 - Spettatori: 750   | Australia     | 0 - 3 | Taipei cinese | 18-25, 9-25, 20-25                |
| giugno 2025 Đông Anh Gymnasium, Hanoi Durata: 1h:15 - Spettatori: 2 800 | Vietnam       | 3 - 0 | Hong Kong     | 25-16, 25-13, 25-10               |
| giugno 2025 Đông Anh Gymnasium, Hanoi Durata: 2h:19 - Spettatori: 2 000 | India         | 2 - 3 | Hong Kong     | 25-22, 25-18, 15-25, 21-25, 16-18 |
| giugno 2025 Đông Anh Gymnasium, Hanoi Durata: 1h:13 - Spettatori: 2 800 | Vietnam       | 3 - 0 | Taipei cinese | 25-17, 25-16, 25-17               |
| giugno 2025 Đông Anh Gymnasium, Hanoi Durata: 2h:20 - Spettatori: 500   | Australia     | 3 - 1 | India         | 18-25, 25-20, 25-19, 25-23        |
| giugno 2025 Đông Anh Gymnasium, Hanoi Durata: 1h:11 - Spettatori: 800   | Taipei cinese | 3 - 0 | Hong Kong     | 25-10, 25-8, 25-20                |
| giugno 2025 Đông Anh Gymnasium, Hanoi Durata: 2h:27 - Spettatori: 300   | Australia     | 2 - 3 | Hong Kong     | 20-25, 19-25, 25-18, 25-18, 14-16 |
| giugno 2025 Đông Anh Gymnasium, Hanoi Durata: 1h:27 - Spettatori: 2 500 | Vietnam       | 3 - 0 | India         | 25-19, 25-7, 25-8                 |
| giugno 2025 Đông Anh Gymnasium, Hanoi Durata: 1h:51 - Spettatori: 1 500 | India         | 1 - 3 | Taipei cinese | 16-25, 20-25, 25-22, 17-25        |
| giugno 2025 Đông Anh Gymnasium, Hanoi Durata: 1h:09 - Spettatori: 2 800 | Vietnam       | 3 - 0 | Australia     | 25-11, 25-14, 25-15               |

##### Classifica
| Pos. | Squadra       | Pt | G | V | P | SV | SP | Ratio | PF  | PS  | Ratio |
| ---- | ------------- | -- | - | - | - | -- | -- | ----- | --- | --- | ----- |
| 1.   | Vietnam       | 12 | 4 | 4 | 0 | 12 | 0  | MAX   | 300 | 163 | 1,840 |
| 2.   | Taipei cinese | 9  | 4 | 3 | 1 | 9  | 4  | 2,250 | 297 | 238 | 1,247 |
| 3.   | Hong Kong     | 4  | 4 | 2 | 2 | 6  | 10 | 0,600 | 287 | 355 | 0,808 |
| 4.   | Australia     | 4  | 4 | 1 | 3 | 5  | 10 | 0,500 | 283 | 339 | 0,834 |
| 5.   | India         | 1  | 4 | 0 | 4 | 4  | 12 | 0,333 | 301 | 373 | 0,806 |

      Qualificata alla fase finale per il primo posto.
      Qualificata alla fase finale per il quinto posto.
      Qualificata alla fase finale per il nono posto.

#### Girone B

##### Risultati
| giugno 2025 Đông Anh Gymnasium, Hanoi Durata: 1h:24 - Spettatori: 500   | Kazakistan | 3 - 0 | Nuova Zelanda | 25-15, 25-23, 25-15               |
| giugno 2025 Đông Anh Gymnasium, Hanoi Durata: 1h:41 - Spettatori: 800   | Filippine  | 3 - 0 | Mongolia      | 25-18, 25-16, 25-14               |
| giugno 2025 Đông Anh Gymnasium, Hanoi Durata: 3h:19 - Spettatori: 2 000 | Iran       | 3 - 2 | Indonesia     | 23-25, 25-23, 16-25, 25-19, 15-12 |
| giugno 2025 Đông Anh Gymnasium, Hanoi Durata: 2h:08 - Spettatori: 500   | Kazakistan | 3 - 1 | Mongolia      | 25-14, 24-26, 25-18, 25-15        |
| giugno 2025 Đông Anh Gymnasium, Hanoi Durata: 2h:34 - Spettatori: 1 000 | Filippine  | 3 - 1 | Indonesia     | 22-25, 25-23, 25-13, 28-26        |
| giugno 2025 Đông Anh Gymnasium, Hanoi Durata: 1h:54 - Spettatori: 800   | Iran       | 3 - 1 | Nuova Zelanda | 23-25, 25-16, 25-12, 25-18        |
| giugno 2025 Đông Anh Gymnasium, Hanoi Durata: 1h:38 - Spettatori: 300   | Kazakistan | 3 - 0 | Indonesia     | 25-17, 25-12, 26-24               |
| giugno 2025 Đông Anh Gymnasium, Hanoi Durata: 2h:40 - Spettatori: 1 000 | Filippine  | 2 - 3 | Iran          | 25-16, 21-25, 26-24, 23-25, 13-15 |
| giugno 2025 Đông Anh Gymnasium, Hanoi Durata: 2h:18 - Spettatori: 1 000 | Mongolia   | 2 - 3 | Nuova Zelanda | 22-25, 20-25, 25-10, 25-20, 13-15 |
| giugno 2025 Đông Anh Gymnasium, Hanoi Durata: 2h:00 - Spettatori: 600   | Kazakistan | 3 - 1 | Iran          | 25-14, 25-18, 22-25, 26-24        |
| giugno 2025 Đông Anh Gymnasium, Hanoi Durata: 1h:21 - Spettatori: 600   | Filippine  | 3 - 0 | Nuova Zelanda | 25-17, 25-21, 25-18               |
| giugno 2025 Đông Anh Gymnasium, Hanoi Durata: 1h:32 - Spettatori: 1 200 | Indonesia  | 3 - 0 | Mongolia      | 25-18, 25-21, 25-23               |
| giugno 2025 Đông Anh Gymnasium, Hanoi Durata: 1h:34 - Spettatori: 500   | Kazakistan | 0 - 3 | Filippine     | 21-25, 15-25, 19-25               |
| giugno 2025 Đông Anh Gymnasium, Hanoi Durata: 2h:20 - Spettatori: 600   | Iran       | 2 - 3 | Mongolia      | 18-25, 25-21, 25-14, 21-25, 11-15 |
| giugno 2025 Đông Anh Gymnasium, Hanoi Durata: 1h:43 - Spettatori: 900   | Indonesia  | 3 - 0 | Nuova Zelanda | 25-14, 25-15, 25-19               |

##### Classifica
| Pos. | Squadra       | Pt | G | V | P | SV | SP | Ratio | PF  | PS  | Ratio |
| ---- | ------------- | -- | - | - | - | -- | -- | ----- | --- | --- | ----- |
| 1.   | Filippine     | 14 | 5 | 4 | 1 | 14 | 4  | 3,500 | 433 | 351 | 1,233 |
| 2.   | Kazakistan    | 12 | 5 | 4 | 1 | 12 | 5  | 2,400 | 403 | 335 | 1,202 |
| 3.   | Iran          | 12 | 5 | 3 | 2 | 12 | 11 | 1,090 | 488 | 481 | 1,014 |
| 4.   | Indonesia     | 9  | 5 | 2 | 3 | 9  | 9  | 1,000 | 394 | 390 | 1,010 |
| 5.   | Mongolia      | 6  | 5 | 1 | 4 | 6  | 14 | 0,428 | 388 | 444 | 0,873 |
| 6.   | Nuova Zelanda | 4  | 5 | 1 | 4 | 4  | 14 | 0,285 | 323 | 428 | 0,754 |

      Qualificata alla fase finale per il primo posto.
      Qualificata alla fase finale per il quinto posto.
      Qualificata alla fase finale per il nono posto.

### Fase finale

#### Finale 1º e 3º posto
|  | Semifinali | Semifinali    | Semifinali |           |    | Finale          | Finale          | Finale          |  |
|  |            |               |            |           |    |                 |                 |                 |  |
|  | 1A         | Vietnam       | 3          |           |    |                 |                 |                 |  |
|  | 1A         | Vietnam       | 3          |           |    |                 |                 |                 |  |
|  | 2B         | Kazakistan    | 1          |           |    |                 |                 |                 |  |
|  | 2B         | Kazakistan    | 1          |           | 1A | Vietnam         | 3               |                 |  |
|  |            |               |            |           | 1A | Vietnam         | 3               |                 |  |
|  |            |               | 1B         | Filippine | 0  |                 |                 |                 |  |
|  | 1B         | Filippine     | 1B         | Filippine | 0  | 3               |                 |                 |  |
|  | 1B         | Filippine     |            |           |    | 3               |                 |                 |  |
|  | 2A         | Taipei cinese | 2          |           |    | Finale 3º posto | Finale 3º posto | Finale 3º posto |  |
|  | 2A         | Taipei cinese | 2          |           |    |                 |                 |                 |  |
|  |            |               |            |           |    |                 |                 |                 |  |
|  |            |               |            |           |    | 2B              | Kazakistan      | 1               |  |
|  |            |               |            |           |    | 2B              | Kazakistan      | 1               |  |
|  |            |               |            |           |    | 2A              | Taipei cinese   | 3               |  |

##### Semifinali
| giugno 2025 Đông Anh Gymnasium, Hanoi Durata: 1h:43 - Spettatori: 1 500 | Vietnam   | 3 - 1 | Kazakistan    | 25-15, 19-25, 25-7, 25-16         |
| giugno 2025 Đông Anh Gymnasium, Hanoi Durata: 2h:13 - Spettatori: 1 500 | Filippine | 3 - 2 | Taipei cinese | 25-17, 25-21, 18-25, 15-25, 15-12 |

##### Finale 3º posto
| giugno 2025 Đông Anh Gymnasium, Hanoi Durata: 1h:57 - Spettatori: 2 800 | Kazakistan | 1 - 3 | Taipei cinese | 25-17, 13-25, 16-25, 13-25 |

##### Finale
| giugno 2025 Đông Anh Gymnasium, Hanoi Durata: 1h:15 - Spettatori: 3 000 | Vietnam | 3 - 0 | Filippine | 25-15, 25-17, 25-14 |

#### Finale 5º e 7º posto
|  | Semifinali | Semifinali | Semifinali |      |    | Finale 5º posto | Finale 5º posto | Finale 5º posto |  |
|  |            |            |            |      |    |                 |                 |                 |  |
|  | 3A         | Hong Kong  | 1          |      |    |                 |                 |                 |  |
|  | 3A         | Hong Kong  | 1          |      |    |                 |                 |                 |  |
|  | 4B         | Indonesia  | 3          |      |    |                 |                 |                 |  |
|  | 4B         | Indonesia  | 3          |      | 4B | Indonesia       | 3               |                 |  |
|  |            |            |            |      | 4B | Indonesia       | 3               |                 |  |
|  |            |            | 3B         | Iran | 1  |                 |                 |                 |  |
|  | 4A         | Australia  | 3B         | Iran | 1  | 0               |                 |                 |  |
|  | 4A         | Australia  |            |      |    | 0               |                 |                 |  |
|  | 3B         | Iran       | 3          |      |    | Finale 7º posto | Finale 7º posto | Finale 7º posto |  |
|  | 3B         | Iran       | 3          |      |    |                 |                 |                 |  |
|  |            |            |            |      |    |                 |                 |                 |  |
|  |            |            |            |      |    | 3A              | Hong Kong       | 2               |  |
|  |            |            |            |      |    | 3A              | Hong Kong       | 2               |  |
|  |            |            |            |      |    | 4A              | Australia       | 3               |  |

##### Semifinali
| giugno 2025 Đông Anh Gymnasium, Hanoi Durata: 2h:16 - Spettatori: 800   | Hong Kong | 1 - 3 | Indonesia | 21-25, 20-25, 25-23, 15-25 |
| giugno 2025 Đông Anh Gymnasium, Hanoi Durata: 1h:25 - Spettatori: 1 000 | Australia | 0 - 3 | Iran      | 19-25, 18-25, 22-25        |

##### Finale 7º posto
| giugno 2025 Đông Anh Gymnasium, Hanoi Durata: 2h:35 - Spettatori: 1 200 | Hong Kong | 2 - 3 | Australia | 25-18, 21-25, 25-23, 23-25, 8-15 |

##### Finale 5º posto
| giugno 2025 Đông Anh Gymnasium, Hanoi Durata: 2h:00 - Spettatori: 1 000 | Indonesia | 3 - 1 | Iran | 25-17, 25-15, 23-25, 25-20 |

#### Finale 9º e 11º posto
|  | Semifinali | Semifinali    | Semifinali |          |    | Finale 9º posto | Finale 9º posto | Finale 9º posto |  |
|  |            |               |            |          |    |                 |                 |                 |  |
|  | 5A         | India         | 3          |          |    |                 |                 |                 |  |
|  | 5A         | India         | 3          |          |    |                 |                 |                 |  |
|  | 6B         | Nuova Zelanda | 1          |          |    |                 |                 |                 |  |
|  | 6B         | Nuova Zelanda | 1          |          | 5A | India           | 3               |                 |  |
|  |            |               |            |          | 5A | India           | 3               |                 |  |
|  |            |               | 5B         | Mongolia | 1  |                 |                 |                 |  |
|  | 5B         | Mongolia      | 5B         | Mongolia | 1  |                 |                 |                 |  |
|  | 5B         | Mongolia      |            |          |    |                 |                 |                 |  |
|  | -          | Bye           |            |          |    |                 |                 |                 |  |

##### Semifinali
| 13 giugno 2025 Đông Anh Gymnasium, Hanoi Durata: 1h:43 - Spettatori: 500 | India | 3 - 1 | Nuova Zelanda | 25-17, 21-25, 25-15, 25-22 |

##### Finale 9º posto
| 14 giugno 2025 Đông Anh Gymnasium, Hanoi Durata: 2h:03 - Spettatori: 500 | India | 3 - 1 | Mongolia | 25-23, 21-25, 25-18, 25-20 |

## Classifica finale
| Pos     | Squadra       | Rosa |
| ------- | ------------- | --- |
| Oro     | Vietnam       | Formazione: 3 Thị Thanh Thúy, 6 Thị Ly Ly, 8 Thanh Thúy, 10 Thị Bích Tuyền, 11 Thị Kiều Trinh, 12 Khánh Đang, 14 Thị Kim Thoa, 15 Thị Trinh, 16 Thị Như Quỳnh, 17 Thị Phương, 18 Thị Hiền, 19 Thị Lâm Oanh, 20 Thị Uyên, 25 Thị Bích Thủy, CT: Nguyễn Tuấn Kiệt |
| Argento | Filippine     | Formazione: 1 Nitura, 2 Sharma, 3 Gandler, 4 Belen, 5 Macandili-Catindig, 6 Coronel, 8 Laure, 9 Nierva, 10 Loresco, 11 Morado, 12 Canino, 13 Palomata, 14 Solomon, 17 Gagate, CT: Edson                                                                         |
| Bronzo  | Taipei cinese | Formazione: 1 Lin L.t., 4 Chen L.j., 6 Lin C.j., 7 Tsai, 9 Kan, 10 Hsu, 11 Yeh, 12 Liao, 13 Chen C., 16 Hu, 17 Liu, 18 Qiu, 20 Huang, 21 Chang, CT: Teng |
| 4       | Kazakistan    | Formazione: 1 Nurbergenova, 2 Anarkulova, 3 Koilybayeva, 6 Nigmatulina, 7 Yakimova, 8 Aidarbekova, 11 Belchenko, 16 Nikitina, 17 Razakberlina, 18 Balagazinova, 19 Sultanbek, 20 Dyussenbayeva, 21 Sagimbayeva, 22 Bekisheva, CT: Gilyazutdinov                 |
| 5       | Indonesia     | Formazione: 4 Indriani, 5 Wulandari, 7 Syahes, 11 Devega, 12 Adelea, 15 Yuliana, 16 Ammelia, 17 Ta. Putri, 18 Latri, 19 Ti. Putri, 20 Onnan, 24 Amelian, 55 Yoku, 88 Agustin, CT: Octavian                                                                      |
| 6       | Iran          | Formazione: 1 Ghazirad, 2 Manzouri, 3 Salehi, 7 Hassankhani, 9 R. Karimi, 10 Z. Karimi, 13 Shirtari, 15 Khalili, 16 Moghani, 18 Poursaleh, 22 Dastbarjan, 77 Ghadami, 88 Kiani, 99 Boustan, CT: Lee                                                             |
| 7       | Australia     | Formazione: 2 Heintzelman, 3 Stevens, 5 Birkett, 7 Zammit, 8 Sims, 12 Cox, 15 Cantrill, 16 Tang, 20 Zajer, 21 Burton, 23 Schabort, 27 Mann, 29 Cocks, 31 Hollway, CT: Borgeaud                                                                                  |
| 8       | Hong Kong     | Formazione: 1 Cheung, 3 Fung, 5 Hau, 7 Lee, 8 Chim, 9 Shirui, 11 Pang W.n., 12 Pang W.l., 14 Shum, 15 Yu, 17 Fong, 18 Chow, 21 Leung, 30 Yim, CT: Kwok |
| 9       | India         | Formazione: 2 Govind, 3 Anilkumar, 4 Saravanan, 5 Palanivel, 7 Sindhu, 8 Anagha, 10 Bhandari, 11 Kavita, 12 Mathew, 13 Poyili, 14 Kallumambraparambil, 15 Keekoth, 16 Pullari, 18 Das, CT: Matte                                                                |
| 10      | Mongolia      | Formazione: 1 Galtmandal, 2 Batbold, 3 Gantogtokh, 4 Ganbold, 6 Otgonsuren, 7 Sumiyabeis, 8 Davaadorj, 9 Erdenesukh, 11 Purevsuren, 12 Dayandorj, 15 Battur, 16 Mongontsooj, 17 Ganbat, 44 Naranbayar, CT: Batdorj                                              |
| 11      | Nuova Zelanda | Formazione: 1 Cole, 2 Manderson, 3 Tiatia, 4 Vail, 5 Kemble, 7 Mason, 8 Young, 9 Chandler, 10 Adamson, 11 Flatz, 12 Booth, 13 Hanna, 14 Greensill, 21 Beckmannflay, CT: Watson                                                                                  |

|  | Qualificata al campionato asiatico e oceaniano 2026. |

## Premi individuali
| Premio                 | Nome                  | Squadra       |
| ---------------------- | --------------------- | ------------- |
| MVP                    | Nguyễn Thị Bích Tuyền | Vietnam       |
| Miglior palleggiatrice | Julia Morado          | Filippine     |
| Miglior opposto        | Nguyễn Thị Bích Tuyền | Vietnam       |
| Miglior schiacciatrice | Angel Canino          | Filippine     |
| Miglior schiacciatrice | Trần Thị Thanh Thúy   | Vietnam       |
| Miglior centrale       | Kan Ko-hui            | Taipei cinese |
| Miglior centrale       | Dell Palomata         | Filippine     |
| Miglior libero         | Nguyễn Khánh Đang     | Vietnam       |